# Bandera de Tolima
La bandera de Tolima està formada per dues franges horitzontals: una de color del vi negre que simbolitza la sang dels herois del departament de Tolima en les lluites per la independència; i una altra de color groc que representa la riquesa minera del departament.